# Synaptura lusitanica
 Synaptura lusitanica o llenguado portuguès és un peix teleosti de la família dels soleids i de l'ordre dels pleuronectiformes.

## Subespècies
- Synaptura lusitanica lusitanica: Viu als fons sorrencs i fangosos[2] des de les costes de Mauritània fins a les d'Angola.[2]
- Synaptura lusitanica nigromaculata: Es troba a les costes de l'Atlàntic Oriental (des de Mauritània fins a Nigèria). Penetra als rius de Freetown (Sierra Leone).[3]